# 이엔셀
이엔셀 주식회사(EN Cell)는 삼성서울병원에서 대한민국의 세포 및 유전자 기반 신약개발 기업으로, 장종욱 삼성서울병원 교수 겸 성균관대 삼성융합의과학원 융합의과학과 교수가 교원창업으로 세웠다. 바이러스벡터 형태로 치료제를 개발하고 있다.